# Open Balkan
Open Balkan (en albanés: Ballkan i Hapur; en macedonio: Отворен Балкан, romanizado: Otvoren Balkan; en serbio: Отворени Балкан, romanizado: Otvoreni Balkan) es una zona económica establecida por tres países en la región de los Balcanes: Albania, Macedonia del Norte y Serbia. Con el establecimiento de esta zona económica, los países involucrados tienen como objetivo aumentar el comercio y la cooperación y mejorar las relaciones bilaterales entre sí. 

## Historia
La idea del Open Balkan (antes conocido como zona mini-Schengen) surgió a principios de la década de 1990. Se mencionó por primera vez como un área económica entre estos países de la península balcánica. Los planes finalmente se abandonaron debido a las guerras yugoslavas. Los primeros signos del Open Balkan surgieron en 2018 como una forma de mejorar las relaciones políticas. La idea del área fue presentada por Edi Rama (primer ministro de Albania) en Berlín cuando lo discutió con las naciones interesadas.
Los planes para el área se declararon el 10 de octubre de 2019 en Novi Sad. Se celebraron dos reuniones, una en Ohrid el 11 de noviembre de 2019 y la otra el 12 de diciembre de 2019 en Durrës. Estos países declararon formar un mercado unificado de 12 millones de personas para finales de 2020. El 11 de noviembre de 2019, en la cumbre de Ohrid de 2019, el presidente de Serbia y los primeros ministros de Albania y Macedonia del Norte acordaron crear una zona económica, lo que mejoraría aún más las relaciones políticas y económicas y fortalecería los lazos culturales entre las naciones.
El 10 de octubre de 2019, Serbia, Albania y Macedonia del Norte declararon el área Mini-Schengen. La primera reunión debía celebrarse en enero o febrero de 2020 en Belgrado. Sin embargo, debido a la pandemia de COVID-19, la reunión se pospuso y se programó tentativamente una posible fecha para una nueva reunión en Belgrado para la primavera o el verano de 2020. En esa reunión, se esperaba que los líderes de los tres países dieran más detalles sobre el proyecto. En la declaración conjunta de octubre de 2019, Serbia, Albania y Macedonia del Norte garantizaron que, para fines de 2020, crearían el Área Mini-Schengen, garantizarían el libre flujo de bienes y capitales y garantizarían procedimientos unificados de cruce de fronteras.
El 29 de julio de 2021, Aleksandar Vucic (presidente de Serbia), Rama y Zoran Zaev (primer ministro de Macedonia del Norte) participaron en el foro de cooperación económica regional en Skopie, donde firmaron acuerdos sobre el movimiento de mercancías, el acceso al mercado laboral y la cooperación en la protección contra desastres. Se ha acordado la aceptación mutua de títulos y calificaciones laborales, lo que hace que la fuerza laboral sea más flexible y disponible y, por lo tanto, atraiga más inversiones. Como parte de la iniciativa, también se llevó a cabo un foro económico regional al que asistieron unas 350 empresas, en su mayoría provenientes de estos tres países pero también de la región en general.

## Propósito

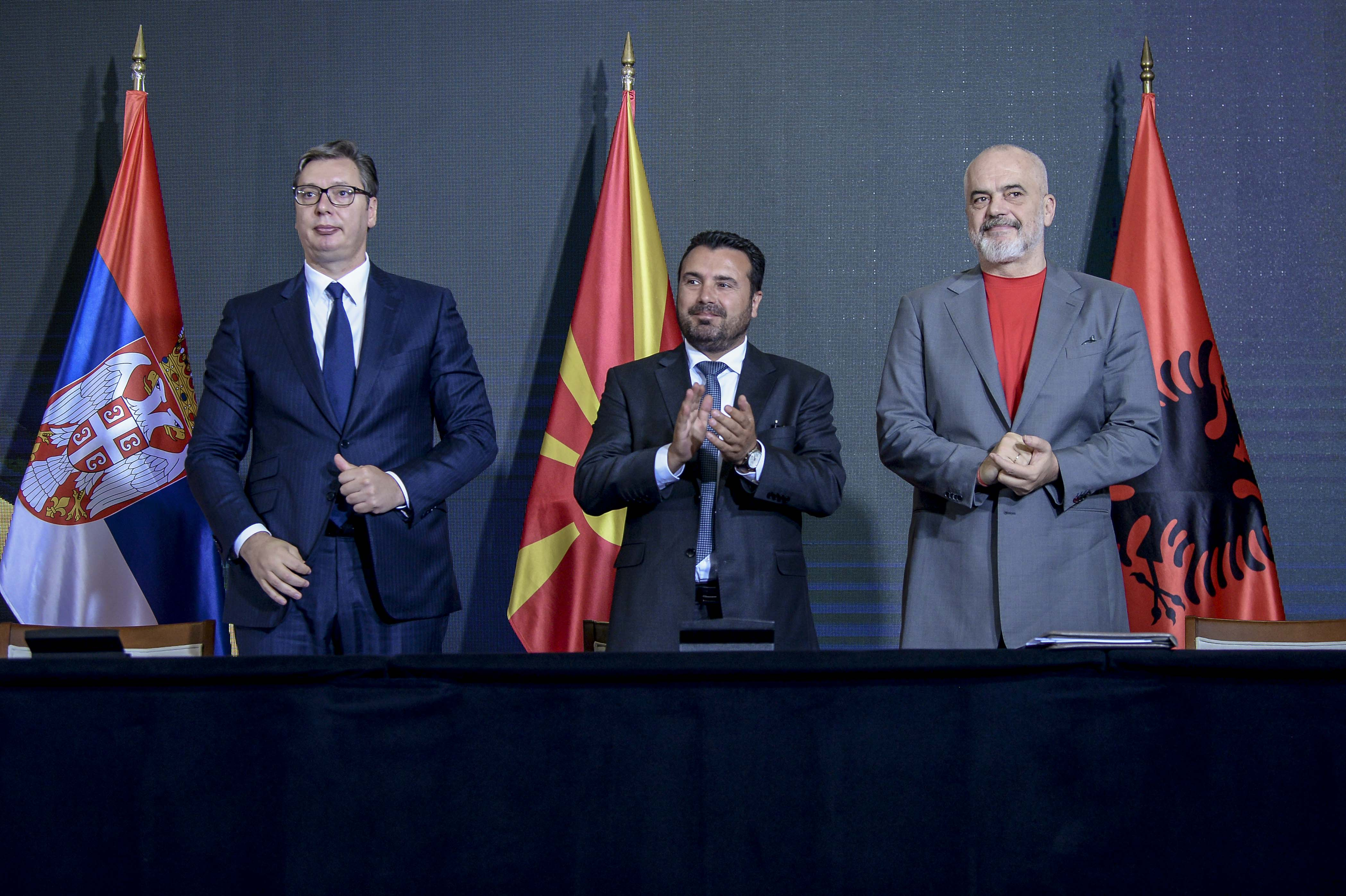
Vucic, Zaev y Rama en el Foro Económico de Cooperación Regional

Las intenciones de Open Balkan son brindar mayores oportunidades de comercio, intercambios de estudiantes y fomentar la integración de la UE en los Estados miembros, entre otras cosas. Los ciudadanos de los Estados miembros solo necesitarán una tarjeta de identificación para visitar otros Estados miembros, lo que ahorrará tiempo en los cruces fronterizos. Esta zona económica prepara a los países para convertirse en miembros de la Unión Europea.
En esta unión, los bienes y capitales entre estos países fluirían más rápido y se ahorrarían más de 30 millones de horas cruzando las fronteras de estos tres países cada año. La estimación de los proyectos del Banco Mundial ahorra US$ 3,2 mil millones, de los cuales, según el presidente Vucic, Serbia ahorraría al menos US$ 1,5 mil millones.
El nombre anterior se refería al espacio Schengen, un área de viaje común que incluye 26 países europeos, pero no los países balcánicos antes mencionados.

## Miembros potenciales
Tres miembros potenciales son Bosnia y Herzegovina, Montenegro y Kosovo.
El 4 de septiembre de 2020, Kosovo acordó unirse al área Mini-Schengen como parte de los acuerdos de normalización económica de Kosovo y Serbia, pero hasta ahora no ha firmado ningún acuerdo con los tres países fundadores, incluso oponiéndose a toda la iniciativa.
El presidente de Montenegro, Milo Đukanović, dijo que Montenegro está comprometido con las iniciativas regionales y participará en las conversaciones del área Mini-Schengen en el próximo período y contribuirá a que la región de los Balcanes Occidentales logre su integración europea en un futuro próximo. "Esto significa que creemos firmemente que las iniciativas regionales son una gran oportunidad para generar confianza y, sobre esa base, lograr una cooperación que contribuirá al desarrollo de la región en su conjunto". Agregó que Montenegro está listo para albergar algunas de las futuras reuniones. "Cada uno de nuestros países quiere ser parte de la UE, pero todos quieren europeizar su sociedad y garantizar que las personas de nuestra región formen parte de los valores europeos. Ésta es la responsabilidad principal de todos nuestros gobiernos. Todas las iniciativas son mucho más significativas cuando sabemos que conducen al logro de estándares que allanarán el camino para la adhesión a la UE". Pero Montenegro se centra más en unirse a la UE.
Un portavoz del gobierno de Bosnia y Herzegovina dijo durante la cumbre de Ohrid que Bosnia y Herzegovina también está actualmente concentrada en unirse a la Unión Europea.